# San Clodio (Ribas del Sil)
San Clodio es un lugar español situado en la parroquia de Ribas del Sil, del municipio de Ribas del Sil, en la provincia de Lugo, Galicia. Es la capital del municipio.

## Geografía
El Lugar se encuentra junto al río Sil, a 2 km escasos de Quiroga, a la que está unido por varios puentes, entre ellos el Puente de Hierro, diseñado por el ingeniero de caminos Pelayo Mancebo y Ágreda.

## Historia
La llegada del ferrocarril en 1883 contribuyó al desarrollo del lugar, pasando a tener una fisonomía urbana, comercios y pequeñas industrias. La estación de San Clodio-Quiroga es una de las más importantes de la provincia de Lugo, con servicios diarios a Barcelona y las principales ciudades gallegas.

## Demografía
| Gráfica de evolución demográfica de San Clodio entre 2000 y 2019 |
|                                                                  |
| Datos según el nomenclátor publicado por el INE.                 |